# Judo na Letních olympijských hrách 2016 – muži – těžká váha
Zápasy v judu na Letních olympijských hrách v Riu v kategorii těžkých vah mužů proběhly v hale Carioca Arena 2 v přilehlé části Ria de Janeira v Barra da Tijuca 12. srpna 2016.

## Finále
| finále            |             |
| ----------------- | ----------- |
| Teddy Riner       | Teddy Riner |
| Hisajoši Harasawa | Teddy Riner |

## Opravy / O bronz
Poražení čtvrtfinalisté se utkávají mezi sebou v opravách. Vítězové oprav následně vyzvou poražené semifinalisty v boji o bronzovou medaili.
| opravy            | o bronz          |              |
| ----------------- | ---------------- | ------------ |
| Rafael Silva      | Rafael Silva     | Rafael Silva |
| Roy Meyer         | Rafael Silva     | Rafael Silva |
|                   | Abdulla Tangriev | Rafael Silva |
| Alex García       | Alex García      | Ori Sason    |
| Jurij Krakoveckij | Alex García      | Ori Sason    |
|                   | Ori Sason        | Ori Sason    |

## Pavouk
|   | 1/32                        | 1/16              | čtvrtfinále       | semifinále        | finále            |
| - | --------------------------- | ----------------- | ----------------- | ----------------- | ----------------- |
| A | volný los                   | Teddy Riner       | Teddy Riner       | Teddy Riner       | Teddy Riner       |
| A | volný los                   | Teddy Riner       | Teddy Riner       | Teddy Riner       | Teddy Riner       |
| A | Battulgyn Teműlen           | Amín Tajjib       | Teddy Riner       | Teddy Riner       | Teddy Riner       |
| A | Amín Tajjib                 | Amín Tajjib       | Teddy Riner       | Teddy Riner       | Teddy Riner       |
| A | Rafael Silva                | Rafael Silva      | Rafael Silva      | Teddy Riner       | Teddy Riner       |
| A | Ramón Pileta                | Rafael Silva      | Rafael Silva      | Teddy Riner       | Teddy Riner       |
| A | Daniel Allerstorfer         | Renat Saidov      | Rafael Silva      | Teddy Riner       | Teddy Riner       |
| A | Renat Saidov                | Renat Saidov      | Rafael Silva      | Teddy Riner       | Teddy Riner       |
| B | Roy Meyer                   | Roy Meyer         | Roy Meyer         | Ori Sason         | Teddy Riner       |
| B | Déo Gracias Ngokaba         | Roy Meyer         | Roy Meyer         | Ori Sason         | Teddy Riner       |
| B | Kim Song-min                | Kim Song-min      | Roy Meyer         | Ori Sason         | Teddy Riner       |
| B | Freddy Figueroa             | Kim Song-min      | Roy Meyer         | Ori Sason         | Teddy Riner       |
| B | Ori Sason                   | Ori Sason         | Ori Sason         | Ori Sason         | Teddy Riner       |
| B | Islám al-Šihábí             | Ori Sason         | Ori Sason         | Ori Sason         | Teddy Riner       |
| B | Þormóður Jónsson            | Maciej Sarnacki   | Ori Sason         | Ori Sason         | Teddy Riner       |
| B | Maciej Sarnacki             | Maciej Sarnacki   | Ori Sason         | Ori Sason         | Teddy Riner       |
| C | Hisajoši Harasawa           | Hisajoši Harasawa | Hisajoši Harasawa | Hisajoši Harasawa | Hisajoši Harasawa |
| C | Adam Okruašvili             | Hisajoši Harasawa | Hisajoši Harasawa | Hisajoši Harasawa | Hisajoši Harasawa |
| C | Ušangi Kokauri              | Ušangi Kokauri    | Hisajoši Harasawa | Hisajoši Harasawa | Hisajoši Harasawa |
| C | Artur Nikiforenko           | Ušangi Kokauri    | Hisajoši Harasawa | Hisajoši Harasawa | Hisajoši Harasawa |
| C | Barna Bor                   | Barna Bor         | Alex García       | Hisajoši Harasawa | Hisajoši Harasawa |
| C | Fajsal Džáballáh            | Barna Bor         | Alex García       | Hisajoši Harasawa | Hisajoši Harasawa |
| C | Alex García                 | Alex García       | Alex García       | Hisajoši Harasawa | Hisajoši Harasawa |
| C | Mukhamadmurod Abdurakhmonov | Alex García       | Alex García       | Hisajoši Harasawa | Hisajoši Harasawa |
| D | Jakiv Chammo                | Jakiv Chammo      | Jurij Krakoveckij | Abdulla Tangriev  | Hisajoši Harasawa |
| D | Rachid Sidibé               | Jakiv Chammo      | Jurij Krakoveckij | Abdulla Tangriev  | Hisajoši Harasawa |
| D | Jurij Krakoveckij           | Jurij Krakoveckij | Jurij Krakoveckij | Abdulla Tangriev  | Hisajoši Harasawa |
| D | André Breitbarth            | Jurij Krakoveckij | Jurij Krakoveckij | Abdulla Tangriev  | Hisajoši Harasawa |
| D | Daniel Natea                | Daniel Natea      | Abdulla Tangriev  | Abdulla Tangriev  | Hisajoši Harasawa |
| D | Kunathip Yea-On             | Daniel Natea      | Abdulla Tangriev  | Abdulla Tangriev  | Hisajoši Harasawa |
| D | Derek Sua                   | Abdulla Tangriev  | Abdulla Tangriev  | Abdulla Tangriev  | Hisajoši Harasawa |
| D | Abdulla Tangriev            | Abdulla Tangriev  | Abdulla Tangriev  | Abdulla Tangriev  | Hisajoši Harasawa |